# Miss Earth Austria
Miss Earth Austria ist ein seit 2011 jährlich stattfindender Schönheitswettbewerb in Österreich, dessen Themen die Umwelt sowie humanitäre Aspekte sind und der zur Förderung von Umweltbewusstsein, ökologischem und sozialem Denken dienen soll. Er ist die nationale Vorentscheidung zur Wahl der Miss Earth.
2013 belegte Katia Wagner, Miss Earth Austria 2013, beim Weltfinale zur Miss Earth auf den Philippinen den zweiten Platz und wurde zur Miss Earth Air 2013 gekürt.

## Siegerinnen
| Jahr | Name                       | Bundesland       | Platzierung bei Miss Earth |
| 2011 | Elisabeth Denise Hanakamp  | Niederösterreich | keine                      |
| 2012 | Sandra Seidl               | Wien             | keine                      |
| 2013 | Katia Wagner               | Wien             | Miss Earth Air – Platz 2   |
| 2014 | Valerie Florine Huber      | Wien             | keine                      |
| 2015 | Sophie Totzauer            | Wien             | Finalistin – Top 8         |
| 2016 | Kimberly Budinsky          | Niederösterreich |                            |
| 2017 | Bianca Kronsteiner         | Oberösterreich   |                            |
| 2018 | Melanie Madner             | Wien             | Miss Earth Air – Platz 2   |
| 2019 | Melanie Gassner Kleinitzer | Wien             |                            |
| 2020 | Nadine Pfaffeneder         |                  |                            |
| 2021 | Enya Rock                  |                  |                            |